# Облизодон
Облизодон (лат. Aublysodon mirandus, від грец. αὖ — «назад», βλύζω — «загнутий» і ὀδών — «зуб») — рід м'ясоїдних динозаврів, відомий лише з формації Джудіт-Рівер у Монтані, яка датується пізнім кампанським періодом пізньої крейди (близько 75 мільйонів років тому). Єдиний нині визнаний вид, Aublysodon mirandus, був названий палеонтологом Джозефом Лейді в 1868 році. Зараз його іноді вважають сумнівним, оскільки типовий зразок складається лише з ізольованого передщелепного зуба. Хоча цей екземпляр зараз втрачений, подібні зуби були знайдені в багатьох штатах США, на заході Канади та в Азії. Ці зуби майже напевно належали молодим тиранозаврам, але більшість з них не були ідентифіковані до видового рівня.
Однак цілком імовірно, що типовий зуб (а отже, і сам Aublysodon mirandus) належить до одного з видів роду Daspletosaurus, що був присутній у тогочасних формаціях, і який співпадає за ознаками з оригінальним зубом. Синапоморфії, які нібито відрізняють Aublysodontinae, зокрема відсутність зазубрин на перещелепних зубах, могли бути спричинені прижиттєвим стиранням зубів, посмертним зношуванням або перетравленням. Більшість інших зубів типу «aublysodontine» можуть походити з онтогенетичних стадій або статевих форм інших тиранозаврів.